# Leonhardt-Consort
Leonhardt-Consort és un conjunt instrumental dedicat a la música antiga amb instruments originals fundat per Gustav Leonhardt.
L'agrupació, que substituí al Baroque Ensemble es fundà l'any 1955 i es concentrà, principalment, en les obres de Johann Sebastian Bach; ha enregistrat tots els Concerts per a clavecí i els Concerts de Brandenburg. La gravació més emblemàtica – en el segell Teldec– és la integral de les Cantates religioses de Bach en col·laboració amb el Concentus Musicus Wien dirigit per Nikolaus Harnoncourt, feta entre els anys 1971 i 1989.